# Innerstaden
O Centro da cidade de Estocolmo (formalmente Inre Staden; vulgarmente Stockholms innerstad ou Innerstaden; popularmente Stan) abrange a parte central da cidade sueca de Estocolmo - a capital da Suécia.                                                                                                                É uma das 3 ”zonas administrativas municipais” (stadsområden) que juntas  constituem a comuna de Estocolmo. As outras duas ”zonas administrativas municipais” são Västerort e Söderort.                                                                                                                                                                                                                                                                   

É o centro político, administrativo e financeiro de Estocolmo e da própria Suécia. Igualmente é também o centro da Área Metropolitana de Estocolmo (Storstockholm).

O ”Centro da cidade de Estocolmo” tem uma área de 35 km² e uma população de 355 304 habitantes (2022).

A ”zona administrativa municipal” (stadsområde) de Inre Staden está dividida em 3 "distritos municipais" (stadsdelsområden):

- Kungsholmen
- Norra innerstaden
- Södermalm och Gamla stan

Kungsholmens stadsdelsområde

Kungsholmen, Stadshagen, Kristineberg, Fredhäll, Marieberg, Lilla Essingen, Stora Essingen, Östra St Göran

Norra innerstaden stadsdelsområde

Adolf Fredrik norra, Adolf Fredrik södra, Engelbrekts kyrka, Gustav Vasa, Gärdet, Hedvig Eleonora, Hjorthagen Värtahamnen, Johannes norra, Johannes södra, Klara, Matteus västra, Matteus östra, Oscars Kyrka, Tekniska högskolan, Universitetet

Södermalm och Gamla stan

Högalid mellersta, Högalid norra, Högalid södra, Katarina västra, Katarina östra, Mariatorget, Reimersholme och Långholmen, Sofia norra, Sofia södra, Storkyrkan, Södra Hammarbyhamnen, Södra station